# Nhật Bản tam danh viên
Nhật Bản tam danh viên (日本三名園 Nihon Sanmeien) hay Ba khu vườn nổi tiếng Nhật Bản bao gồm ba khu vườn Kenroku-en ở Kanazawa, Kōraku-en ở Okayama và Kairaku-en ở Mito.

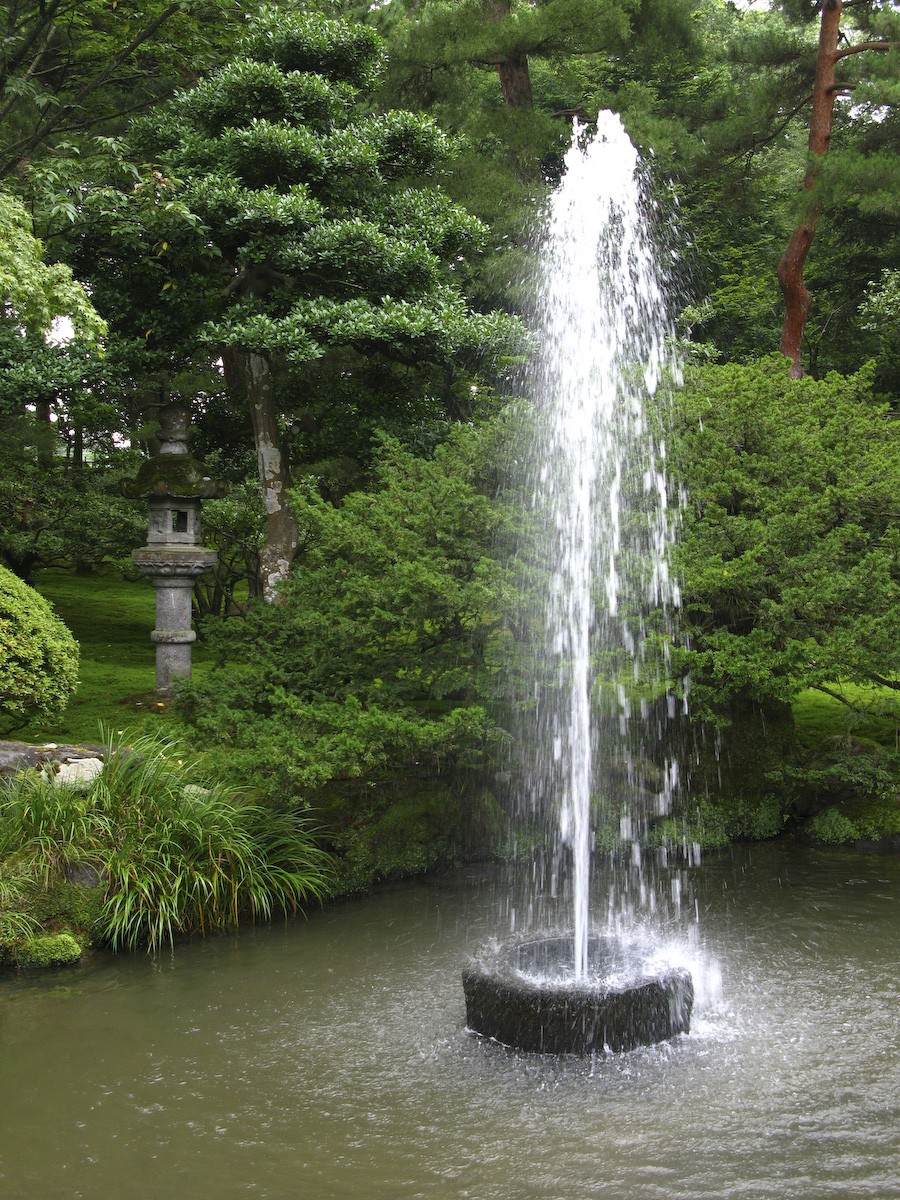
Đài phun nước lâu đời nhất Nhật Bản tại vườn Kenroku-en, Kanazawa.

Quan niệm về ba khu vườn cũng có ở một số nơi khác. Ví dụ là ba khu vườn của Thiên hoàng Go-Mizunoo đã thoái vị vào năm 1629. Tại Ly cung Shugakuin, Go-Mizunoo đã duy trì các cảnh quan ở độ cao riêng biệt ở ngoại ô phía đông bắc Kyoto.